# Condado de Winkler
O Condado de Winkler é um dos 254 condados do estado norte-americano do Texas. A sede do condado é Kermit, e sua maior cidade é Kermit.
O condado possui uma área de 2 179 km² (dos quais 0 km² estão cobertos por água), uma população de 7 173 habitantes, e uma densidade populacional de 3 hab/km² (segundo o censo nacional de 2000).
O condado foi criado em 1887.